# Bambino (группа)
Bambino (кор.: 밤비노) — южнокорейская гёрл-группа, созданная под руководством JS Entertainment в 2015 году. Группа дебютировала 23 июня, выпустив первый сингл Oppa, Oppa.

## История

### Предебют
Bambino создали свой официальный Facebook 12 сентября 2014 года, выложив тизер-фото, на котором изображены все 4 участницы. Сразу же после этого, они начали рекламировать себя как танцевальную группу под названием Bambino. Группа начала выступать в средних школах и университетах, танцуя под такие песни, как: «New Thang» Redfoo, «Up & Down» от EXID и «Uptown Funk» Марка Ронсона. Член Юнсоль, в частности, начала привлекать внимание публики, тем самым получив прозвище «вторая Хани», так как несколько видеороликов, снятых поклонниками, собрали более миллиона просмотров.
5 июня на своем официальном Facebook Bambino начали публиковать фото-тизеры, в которых сообщалось, что они дебютируют в июне с Oppa, Oppa. Группа дебютировал с синглом, о котором говорилось прежде, 23 июня, а также провели свой шоукейс, заняв 27-е месте в Dongdaemun, Сеул. Bambino получили прозвище «Fancam Goddesses» за фанкамы, снятые фанатами.
Группа сделала видеоролик на 360 VR с их танцевальным представлением, которое на данный момент имеет 8 миллионов просмотров и 27 000 лайков.

### 2016: Возвращение
21 августа Bambino выпустили музыкальное видео для Moonlight Shower.
В начале 2017 года выяснилось, что Хадам покинула группу. Новый член по имени Сёа была представлена в феврале после прослушивания новых кандидатов на место в Bambino, который стартовал осенью 2016 года.

## Текущие участники
- Дахи (다희, настоящее имя: Чон Да Хи, 정다희) — вокалист, танцор, рэпер из Тэгу, Южная Корея.
- Ёнсоль (은솔, настоящее имя: Пак Ёнсоль, 박은솔) — ведущая вокалистка, главная танцовщица из Сеула, Южная Корея.
- Минхи (민희, настоящее имя: Ли Мин Хи, 이민희) — макнэ, вокалист из Аняна, Генджи, Южная Корея.
- Сёа из Южной Кореи.

## Бывшая участница
- Хадам (하담, настоящее имя: Мин Хадам, 민하담) — лидер, танцор из Гванджу, Южная Корея.

## Дискография

### Синглы
| Год  | Название           | Позиции в чартах | Продажи  | Альбом                              |
| Год  | Название           | KOR              | Продажи  | Альбом                              |
| ---- | ------------------ | ---------------- | -------- | ----------------------------------- |
| 2015 | «Oppa, Oppa»       | -                | - KOR: — | Сингл                               |
| 2016 | «Moonlight Shower» | -                | - KOR:   | 2-й цифровой сингл Moonlight Shower |
| 2016 | «Mamma Mia»        | -                | - KOR:   | 2-й цифровой сингл Moonlight Shower |

## Концертные туры

### JS Entertainment
- 1-й концерт JS Entertainment (Bambino, Laysha, Diana, Rampage Guys)